# André Meyer (voetballer)
André Meyer (Luzern, 29 oktober 1949) is een Zwitsers voetbalcoach en voormalig voetballer die speelde als mddenvelder.

## Carrière
Meyer speelde gedurende zijn carrière voor FC Luzern, Grasshopper Club Zürich en FC Baden. Met Grasshopper Club Zürich werd hij drie keer kampioen in 1971, 1978 en 1982.
Hij speelde tien interlands voor Zwitserland waarin hij één keer kon scoren.
Na zijn spelersloopbaan werd hij trainer bij FC Baden, FC Zug 94, BSC Old Boys Basel, FC Luzern, SC Kriens en FC Kosova Zürich.

## Erelijst
- Grasshopper Club Zürich
  - Landskampioen: 1971, 1978, 1982